# 天下三名槍
天下三名槍（羅馬字：Tengasanmeisō）或天下三槍（羅馬字：Tengasansō）。
1. 御手杵，曾為德川家康兒子結城秀康所持有。
2. 日本號，以福岡藩家臣母里友信與福岡縣民謠聞名。
3. 蜻蛉切，以武將本多忠勝曾持有而聞名。

指以上三把在日本知名的長槍，除御手杵因東京大轟炸毀於戰火現已不存外，日本號存於福岡市博物館，蜻蛉切則存於佐野博物館 。